# Santa Maria da Boa Vista
Santa Maria da Boa Vista es un municipio brasileño del estado de Pernambuco. Distante a 611 km de la capital del estado: Recife. Tiene una población estimada al 2020 de 42 100 habitantes.

## Historia
Entre la Sierra y el Río nació el Poblado de Igreja Nova. Fruto de la colonización de las Islas del Río San Francisco, región poblada por los Indios Cariris, evangelizados por los miisoneros Franciscanos.
El 30 de enero de 1762 el poblado pasó a ser distrito y recibió el estatus de Villa el 19 de abril de 1838.
En 1680, la villa pasó a llamarse Caminho do Gado, y el 7 de junio de 1872, con su restablecimiento, recibió el nombre de Coripós, denominación dada por los indios Kiripós, Caripós y Coripós que aquí habitaban. El nombre se refiere al pez extraído de las piedras de las aguas turbias de Velho Chico.
Con las inundaciones de 1792, las misiones Franciscanas existentes en la región del río San Francisco fueron transferidas a las haciendas existentes en Villa Coripós. Con el incremento de la población el 7 de junio de 1872, el Coronel Francisco Jácome de Carvalho (primer alcalde de la ciudad) fundó Santa Maria da Boa Vista.  Y el 31 de diciembre de 1943, por el Decreto Ley Provincial n° 952, Coripós pasa a llamarse Santa Maria da Boa Vista.